# Silvia Bardalez
Silvia Liliana Bardalez Hoyos (Pucallpa, 30 de mayo de 1967) es una actriz y exbailarina peruana, que ganó reconocimiento por sus participaciones en el reparto principal de diferentes programas humorísticos de la televisión peruana. 

## Biografía
Nació el 30 de mayo de 1967 en Pucallpa, Región Ucayali (anteriormente Región Loreto), bajo el nombre completo de Silvia Liliana Bardalez Hoyos. Fue la última hija de nueve hermanos.
Vivió sus primeros años en su ciudad natal hasta cumplir los dos años, volviendo más tarde a los siete años. Tras mudarse a Lima de forma definitiva, realizó el oficio de promotora de productos para poder pagar sus estudios superiores, en el cual la llevaban a diferentes unidades vecinales y barrios de la capital peruana. Estudió la carrera de secretaría en el Instituto Nacional de Planificación. Durante esa época, realizó clases de ballet en los talleres de Armando Barrientos y más tarde, participar en el elenco de bailarines de la televisora local Panamericana Televisión, presentándose en diferentes programas.
En el año 1990, Bardalez alcanzó reconocimiento en la televisión peruana, integrándose al elenco central del programa humorístico peruano Risas y salsa, desempeñándose en el rol de actriz cómica y bajo la dirección de Guillermo Guille hasta 1996. Durante su estadía, se ha destacado por protagonizar el sketch La familia Defectos junto a Patricia Alquinta y Karen América, interpretando al personaje de la Eléctrica. En el año 2024, retoma el papel como protagonista de la obra teatral del mismo nombre.
En el año 1997, tras renunciar a Risas y salsa junto a otras figuras del antiguo programa como Ricky Tosso, Manolo Rojas, Roxana Ávalos y Patricia Alquinta, se incorpora al reparto central de la otra producción del mismo género Risas de América de América Televisión, retomando el rol de actriz cómica y caracterizando diferentes personajes. A partir de los años 2000 y principios de los 2010, siguió con su carrera artística en la televisión peruana, participando en otros programas humorísticos del canal Los Cincorregibles (1999), Recargados de risa (2005-2011) y la segunda etapa de Risas de América (2012-2013), además de participar en diferentes obras de teatro.
En el año 2010, vuelve a la actuación profesional dentro del reparto protagónico de la obra teatral Brujas del cuento, bajo el personaje de Cruella de Vil.
En el año 2011 se suma al elenco de telenovela Yo no me llamo Natacha como Calixta. Al año siguiente, se une a la otra producción del mismo género Mi amor, el wachimán dentro del reparto principal, bajo el papel de Nirvana Vergaray, la madre de Tristán Calvo e Israel Calvo, quien trabaja como dueña de una peluquería.
En el año 2013, fue protagonista de la obra teatral La niña de la capita roja junto a Fiorella Flores, Françoise Macedo y las actrices infantiles Alessia y Cellin Small, inspirada en el cuento La Caperucita Roja.
En el año 2015, fue detectada con el cáncer de mama en estado temprano, en el cual tuvo que someterse a tratamientos, quimioterapia y mastectomía, llegando a perder peso y cabello. Pese a su enfermedad, en ese año protagoniza con el primer actor Reynaldo Arenas la obra cómica teatral Mi marido es casi perfecto.
Tras ponerle fin a su etapa como actriz cómica de forma definitiva, en el año 2016 retoma su carrera artística trabajando en las telenovelas de la productora Alomí Producciones. Al poco tiempo, se incorpora al elenco protagónico de la obra teatral Brujas bajo la dirección de Osvaldo Cattone, interpretando al personaje de la Reina de las Nieves.
Asume el protagónico de la comedia Locas del humor en 2022 con Lucy Bacigalupo y Patricia Alquinta, con la colaboración de la productora Oz Producciones y la dirección de Fernando Armas.
En el año 2023, se une al reparto principal de la telenovela Luz de esperanza, bajo el papel de Guillermina Huanca, la madre de la profesora Ana Alfaro y amiga de Yolanda Ruiz, madre del cantante protagonista León Zárate «el León de la Cumbia». Anteriormente, participó en el reparto de las telenovelas Señores papis (2019) y Solo una madre (2017).
Bardalez se suma al elenco central de la obra musical La esquina de la cumbia en 2024, bajo la dirección de Michelle Alexander, encarnando al personaje de Flor.
En el año 2025, asume el reparto principal de la telenovela Eres mi sangre, interpretando a Rosario Rojas, la madre adoptiva de Alonso Cruz y viuda de Celso Cruz.

## Filmografía

### Televisión
- La gran revista (1989), actriz cómica.
- Risas y salsa (Panamericana Televisión; 1990-1996), actriz cómica y varios roles.
- Risas de América (América Televisión; 1997-1998, 2000-2004), actriz cómica y parte del elenco.
- Los Cincorregibles (América Televisión; 1999), actriz cómica y parte del elenco.
- Luciana y Nicolás (América Televisión; 2003), Consuelo (reparto principal).
- Recargados de risa (América Televisión; 2005-2011), actriz cómica.
- Yo no me llamo Natacha (América Televisión; 2011-2012), Calixta (reparto principal).
- Risas de América (América Televisión; 2011-2012), actriz cómica.
- Mi amor, el wachimán (América Televisión; 2012-2014), Nirvana Vergaray vda. de Calvo (reparto central).
- Amores que matan (América Televisión; 2015), varios roles.
- Solo una madre (América Televisión; 2017), Fanny (reparto recurrente).
- Ojitos hechiceros (América Televisión; 2018), Isabela «Chabelita» Campos Tenorio de Gómez (reparto principal).
- Señores papis (América Televisión; 2019), Berta Taipe Diastra de Díaz (reparto principal).
- Dos hermanas (América Televisión; 2020-2021), Loyda Pérez Choquehuanca de Araníbar (reparto principal).
- Luz de esperanza (América Televisión; 2023-2024), Guillermina Huanca (reparto central).
- Eres mi sangre (América Televisión; 2025), Rosario Rojas vda. de Cruz (reparto principal).

### Teatro
- Brujas del cuento (2010), Cruella de Vil (protagonista).
- La niña de la capita roja (2013), Abuelita (protagonista).
- Mi marido es casi perfecto (2015), protagonista.
- Brujas (2016), la Reina de las Nieves (antagonista protagonista).
- Locas del humor (2022), protagonista y actriz cómica.
- La esquina de la cumbia (2024), Flor (reparto central).
- La familia Defectos: La obra (2024), la Eléctrica (protagonista).